# Драгунский, Денис Викторович
Дени́с Ви́кторович Драгу́нский (род. 15 декабря 1950, Москва) — советский и российский писатель и журналист, колумнист интернет-издания Gazeta.ru. Сын писателя Виктора Драгунского и прототип главного героя его «Денискиных рассказов». Кандидат философских наук.

## Биография
Денис Драгунский родился 15 декабря 1950 года в Москве.
Сын детского писателя Виктора Юзефовича Драгунского и прототип героя его «Денискиных рассказов».
Является старшим братом драматурга Ксении Драгунской и младшим единокровным братом журналиста Леонида Корнилова.
Дочь — журналистка и дизайнер Ирина Драгунская.
В 1973 году окончил филологический факультет МГУ.
В 1973—1979 годах преподавал греческий язык в Дипломатической академии МИД РСФСР.
В 1975—1982 гг. написал сценарии следующих фильмов:
- По секрету всему свету (1976)
- Удивительные приключения Дениса Кораблёва (1979)
- Клоун (1980)
- За старым забором (короткометражный, 1982)

Написал два сценария для киножурнала Ералаш.
В 1990—1995 гг. работал политическим аналитиком и журналистом в информационном агентстве «Постфактум», в журналах «Век XX и мир», «Дружба народов», «Итоги», «Новое время»; старшим научным сотрудником Института мира США.
С марта 1999 — член Комиссии по идеологии Федерального политсовета партии «Союз правых сил».
В 2007 году баллотировался в депутаты Госдумы от партии «Союз правых сил».
С марта 2000 — основатель и научный руководитель (до мая 2006 года) Института национального проекта «Общественный договор», сейчас — член совета директоров.
В 2002 году получил учёную степень кандидата философских наук, защитив диссертацию на тему «Модернизационный процесс: национальная самотождественность и национальное проектирование в современном мире», разрабатывал теорию национального самосознания.
2005—2007 — главный редактор газеты «Правое дело».
2000—2009 — главный редактор журнала «Космополис».
Книга рассказов Дениса Драгунского «Нет такого слова» вошла в шорт-лист конкурса «Книга года»-2009 в номинации «Проза года»; повесть «Архитектор и монах» вошла в шорт-лист «Премии И. П. Белкина» 2013 г.

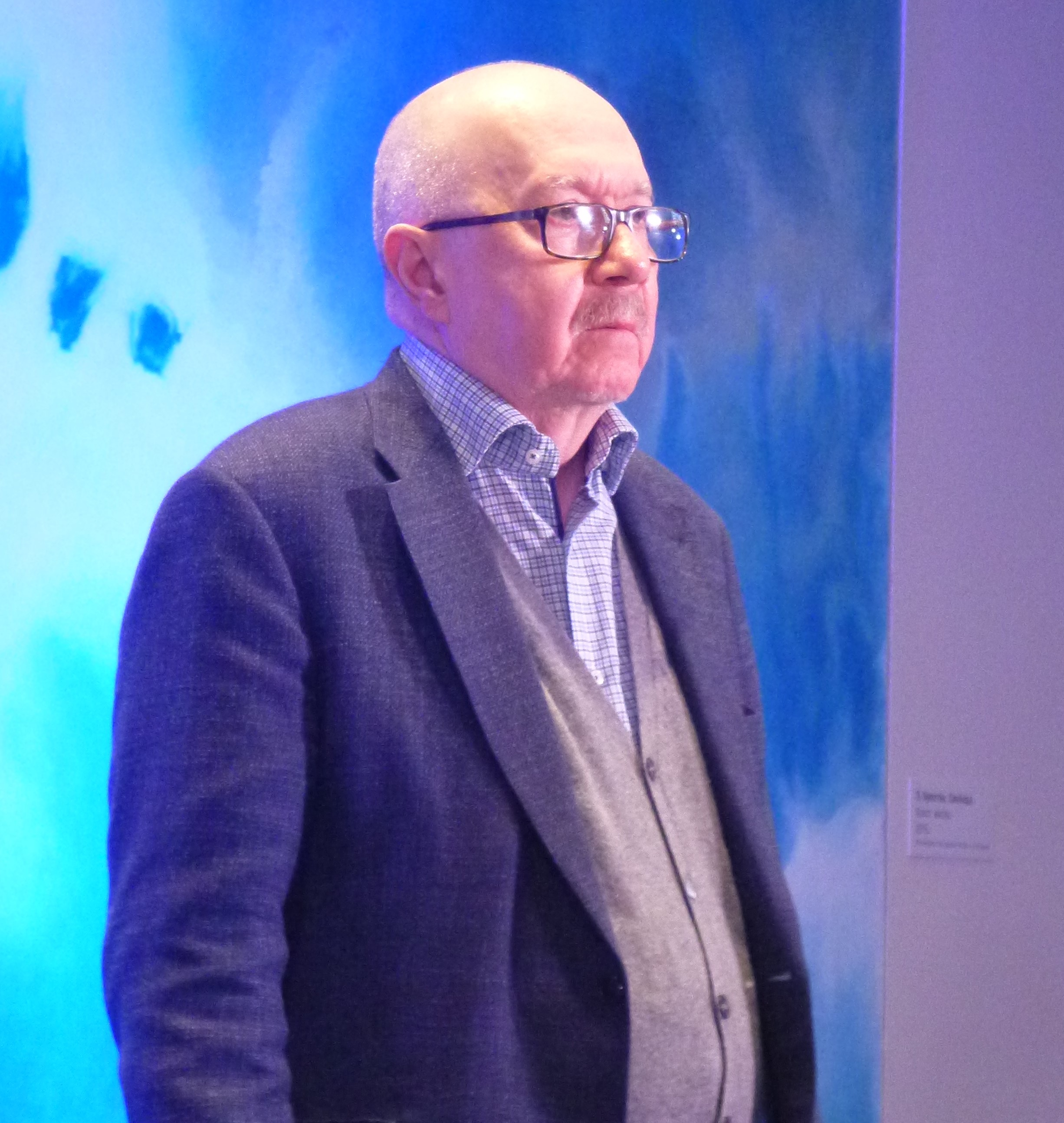
Денис Драгунский в Ельцин-центре, 6 февраля 2024 года

25 сентября 2015 года Драгунский принял участие в театрализованных онлайн-чтениях произведений А. П. Чехова «Чехов жив».
Подписал обращение в поддержку Гасана Гусейнова 10 ноября 2019 года.
В сентябре 2020 года подписал письмо в поддержку протестных акций в Беларуси.

## Семья
- Отец — Виктор Юзефович Драгунский (1913—1972), русский советский писатель, автор повестей и рассказов, из которых наибольшую популярность приобрёл цикл «Денискины рассказы», ставший классикой советской детской литературы.
  - Единокровный брат — журналист Леонид Викторович Корнилов (1937—2007), выпускник экономического факультета МГУ, долгие годы работал в «Известиях», «Неделе», автор книг «Сказочная сила» (1965), «Останутся в памяти» (1965), «Образ жизни — советский!» (1974), «От глашатая до неона» (1978), «Эти удивительные ветераны» (1981), «Раз в жизни: несерьёзные заметки в жанре баек и журналистского трёпа» (2008).
    - Племянница — Лика (Лидия Леонидовна) Корнилова[9].
- Мать — Алла Васильевна Драгунская (урождённая Семичастнова, 1924—2007, выпускница ВГИКа), издала книгу воспоминаний «О Викторе Драгунском. Жизнь, творчество, воспоминания друзей» (М.: ТОО «Химия и жизнь», 1999).
  - Сестра — писатель и драматург Ксения Викторовна Драгунская (1965—2021).
    - Племянник — Артемий Драгунский[10].
- Первая жена — Людмила Самуиловна Драгунская (урождённая Гольдштейн, род. 1949), клинический психолог и исследователь.
  - Дочь — журналистка и дизайнер Ирина Драгунская (род. 1974).
- Вторая жена — Ольга Витальевна Буторина (Омельченко), экономист[11]. У неё двое взрослых детей от первого брака.

### Политика
- Ожог родного очага / Гасан Гусейнов, Денис Драгунский. — М.: Прогресс, 1990. — 328 с. — 13 500 экз. — ISBN 5-01-002294-X.
- Д.Драгунский, Л.Гудков, Б.Дубин, Д.Дондурей, М.Колдобская. Либеральные реформы и культура / Д.Драгунский. — ОГИ (Объединённое Гуманитарное Издательство), 2003. — 160 с. — 1000 экз. — ISBN 5-94282-141-0.
- Л. Гудков, Б. Дубин, Н. Зоркая, О. Бочарова, А. Левинсон, А. Лернер. Общественный договор: социологическое исследование / Д. Драгунский. — М.: ИИФ «СПРОС» КонфОП, 2001. — 264 с. — 1000 экз. — ISBN 5-89921-023-0.
- Россия между вчера и завтра. Книга первая. Экспертные разработки / В. Преображенский, Д. Драгунский. — М.: ИИФ "СПРОС" КонфОП, 2003. — 448 с. — 1500 экз. — ISBN 5-89921-0012-5.
- А.Аузан, Е.Водопьянова, Л.Гудков и др. Экономическая интерпретация прав человека / Д.Драгунский. — М.: Институт национального проекта «Общественный договор», 2004. — 124 с. — 1000 экз.

### Публицистика
- Д. В. Драгунский, В. Л. Цымбурский. Генотип европейской цивилизации // Полис. — 1991. — № 1. — С. 6—14. — ISSN 0321-2017.
- Денис Драгунский. Длинные волны истории и динамика политической власти // Полис. — 1992. — № 1. — ISSN 0321-2017.
- Денис Драгунский. Навязанная этничность // Полис. — 1993. — № 5. — С. 24. — ISSN 0321-2017.
- Денис Драгунский. Этнополитические процессы на постсоветском пространстве и реконструкция Северной Евразии // Полис. — 1995. — № 3. — С. 40—47. — ISSN 0321-2017.
- Денис Драгунский. Макрополитика (Заметки о детерминантах национального поведения) // Полис. — 1995. — № 5. — С. 34—39. — ISSN 0321-2017.
- Денис Драгунский. После войны и мира // Знамя. — 1996. — № 1.
- Денис Драгунский. Тоска по Родине // Дружба народов. — 1998. — № 3. — ISSN 0012–6756.
- Денис Драгунский. Проект-91 и сопротивление стиля // Полис. — 1998. — № 6. — С. 6—12. — ISSN 0321-2017.
- Денис Драгунский. Особенности национального проектирования // Русский журнал. — 1998. — № 1.
- Д.В.Драгунский, В.Л.Цымбурский. Генотип европейской цивилизации // Полис. — 1999. — № 1. — С. 7. — ISSN 0321-2017.
- Денис Драгунский. Раскол в либералах // Знамя. — 2002. — № 1.
- Денис Драгунский. Красная глина (идея территории -почвы -родины в политическом дискурсе) // Космополис. — Российская ассоциация международных исследований, 2002. — С. 6. — ISSN 1727-4079.

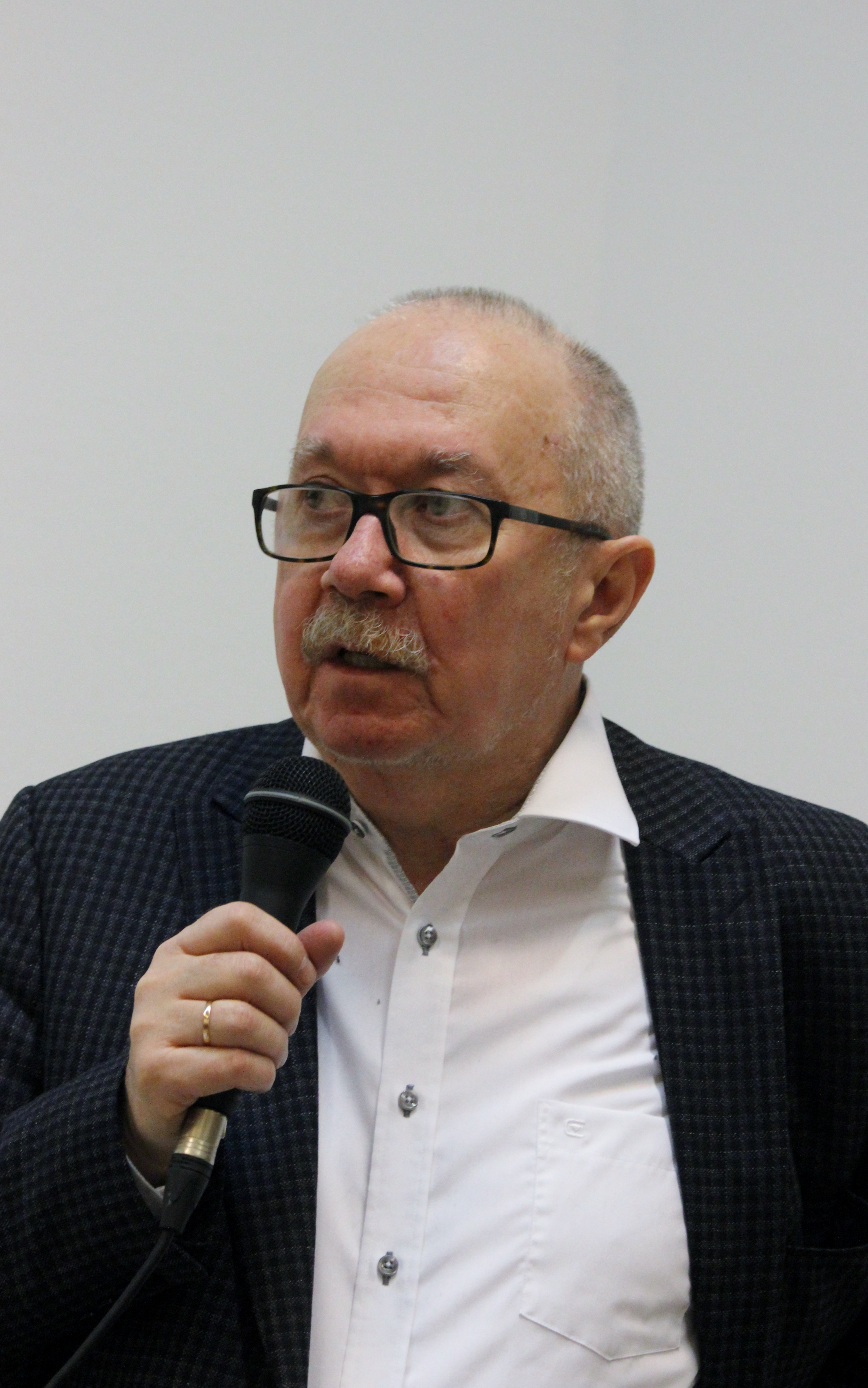
Во время презентации своего романа «Автопортрет неизвестного» на non/fictio№ 20, 2018

- Денис Драгунский. Демографический туман и национальные перспективы // Космополис. — Российская ассоциация международных исследований, 2003. — № 3. — ISSN 1727-4079. Архивировано 16 июля 2025 года.
- Денис Драгунский. Прогулки вокруг Армагеддона // Космополис. — Российская ассоциация международных исследований, 2003. — № 1(3). — ISSN 1727-4079.
- Денис Драгунский. SPQRP. Массовые инициативы в эпоху второй модернизации // Космополис. — Российская ассоциация международных исследований, 2006. — № 1. — С. 5—10. — ISSN 1727-4079.
- Денис Драгунский. Большой правозащитный софизм // Неприкосновенный запас  / Ирина Прохорова. — 2006. — № 1(45). — ISBN 5-86793-053-x. — ISSN 0869-6365.
- Денис Драгунский. Здравствуй, дерево! Перспективы зелёной партии // Неприкосновенный запас  / Ирина Прохорова. — 2006. — № 2(46). — ISBN 5-86793-053-x. — ISSN 0869-6365.
- Денис Драгунский. Прогулки в саду парадоксов // Неприкосновенный запас  / Ирина Прохорова. — 2006. — № 3(47). — ISBN 5-86793-053-x. — ISSN 0869-6365.
- Денис Драгунский. Утро туманное. Современная Россия в поисках национальной идеи // Неприкосновенный запас  / Ирина Прохорова. — 2006. — № 6(50). — ISBN 5-86793-053-x. — ISSN 0869-6365.
- Денис Драгунский. Соседи. Конспект о Чехове // Октябрь. — 2007. — № 1.
- Денис Драгунский. SPQRP. Массовые инициативы в эпоху второй модернизации // Космополис. — Российская ассоциация международных исследований, 2007. — № 1. — С. 5—10. — ISSN 1727-4079.
- Денис Драгунский. В поисках утраченного канона // Неприкосновенный запас  / Ирина Прохорова. — 2007. — № 4(54). — ISBN 5-86793-053-x. — ISSN 0869-6365.
- Денис Драгунский. Восьмое августа — седьмой пересмотр // Знамя. — 2009. — № 1.
- Денис Драгунский. Крест Кормера // Неприкосновенный запас  / Ирина Прохорова. — 2009. — № 2(64). — ISBN 5-86793-053-x. — ISSN 0869-6365.
- Денис Драгунский. Воспитание телепузиков. Жизни без телевизора больше нет // Частный корреспондент. — 2009.
- Денис Драгунский. Личное заявление. Бойкот Республике Венесуэла // Частный корреспондент. — 2009.
- Денис Драгунский. Археология текущего момента. Анекдоты про 150 долларов за баррель будут требовать комментариев // Частный корреспондент. — 2009.
- Денис Драгунский. Не только про любовь. О различениях между публичным, приватным и интимным // Частный корреспондент. — 2009.
- Денис Драгунский. Недовольство мультурой. Апелляция к наивным простецам как высочайший градус интеллектуального снобизма // Частный корреспондент. — 2009.
- Денис Драгунский. Апрель-апрель, звенит капель. Социальная пирамида, подвешенная на крючке // Частный корреспондент. — 2009.
- Денис Драгунский. Нужна такая партия. Быть либералом-рыночником, конечно, правильно. Но скучно // Частный корреспондент. — 2009.
- Денис Драгунский. Священная особа. Феодальный треугольник // Частный корреспондент. — 2009.
- Денис Драгунский. Другое тесто. Уважать идеал и не слишком насиловать реальность // Частный корреспондент. — 2009.
- Денис Драгунский. Бремя зрелых. На интернет-площадях граждане требуют выселить из Москвы всех гастарбайтеров // Частный корреспондент. — 2009.
- Денис Драгунский. Путём взаимной переписки. Самый верный способ обесценить триумф // Частный корреспондент. — 2009.
- Денис Драгунский. До отправления поезда. Преодоление зла и восстановление добра должно стать главной задачей нации // Частный корреспондент. — 2009.
- Денис Драгунский. Пуп Земли и другие такие же. Почему так важно обсуждать историю // Частный корреспондент. — 2009.
- Денис Драгунский. Мизансцены морали. Длинную дистанцию обеспечивает совесть // Частный корреспондент. — 2009.
- Денис Драгунский. Они — это мы. Юбилей самой известной антиутопии // Частный корреспондент. — 2009.
- Денис Драгунский. Голова святой Агнессы. Истина дороже всего, но свобода ещё дороже // Частный корреспондент. — 2009.
- Денис Драгунский. В трёх измерениях. В поисках идентичности не так важно, каков ты сам. Гораздо важнее, от кого ты отстраиваешься // Частный корреспондент. — 2009.
- Денис Драгунский. Мягкая сила, слабая жёсткость. О природе власти // Частный корреспондент. — 2009.
- Денис Драгунский. Гуманитарный подтекст. Столкновение языков // Частный корреспондент. — 2009.
- Денис Драгунский. Крокодил и стервятник. Низменная духовность // Частный корреспондент. — 2009.
- Денис Драгунский. Бог в четвёртой четверти. Общество из «пострелигиозного» становится «постсекулярным» // Частный корреспондент. — 2009.
- Денис Драгунский. Летние испытания. Внешний вид как вид выражения собственного мнения // Частный корреспондент. — 2009.
- Денис Драгунский. Безусловность свободы. При господстве либерализма можно быть его противником // Частный корреспондент. — 2009.
- Денис Драгунский. Трубка Мессершмитта. Презумпция добросовестности играет важнейшую роль во всей нашей жизни // Частный корреспондент. — 2009.
- Денис Драгунский. Печальный сервитут. Как погиб Советский Писатель // Частный корреспондент. — 2009.
- Денис Драгунский. От храма к магазину и обратно. В Америке победила «кнопочная цивилизация» // Частный корреспондент. — 2009.
- Денис Драгунский. Точка идентичности. Маленький человек, что же дальше? // Частный корреспондент. — 2009.
- Денис Драгунский. Как бы царство разума. О, Пон, Син, Мор // Частный корреспондент. — 2009.
- Денис Драгунский. Паноптикон. Отнимать и подглядывать // Частный корреспондент. — 2009.

### Художественная литература

#### Пьесы
- Девятая годовщина (поставлена в Театре народной армии Болгарии)
- Здесь жил и работал… (поставлена в Театре-студии «Драматург»)
- Игра в пристеночек (поставлена «Театральными мастерскими» в Москве)
- Пчёлка (поставлена в Театре им. Моссовета)

#### Рассказы
- Денис Драгунский. Произвольный пистолет. Двадцать рассказов // Знамя. — 2008. — № 12.
- Денис Драгунский. Нет такого слова. — Рипол Классик, 2009. — 512 с. — 3000 экз. — ISBN 978-5-386-01451-3.
- Денис Драгунский. Плохой мальчик. — Рипол Классик, 2010. — 448 с. — 7000 экз. — ISBN 978-5-386-01982-2.
- Денис Драгунский. Господин с кошкой. — Рипол Классик, 2010. — 416 с. — 7000 экз. — ISBN 978-5-386-02349-2.
- Денис Драгунский. Третий роман писателя Абрикосова. — Рипол Классик, 2010. — 320 с. — 10 000 экз. — ISBN 978-5-386-02538-0.
- Денис Драгунский. Тело № 42. — Рипол Классик, 2011. — 256 с. — 7000 экз. — ISBN 978-5-386-02913-5.
- Денис Драгунский. Ночник. — Рипол Классик, 2011. — 448 с. — 5000 экз. — ISBN 978-5-386-03266-1.
- Денис Драгунский. Пять минут прощания. — Астрель, 2011. — 445 с. — 4000 экз. — ISBN 978-5-271-38045-7.
- Денис Драгунский. Бог, страх и свобода. — Рипол Классик, 2012. — 288 с. — 1000 экз. — ISBN 978-5-386-03917-2.
- Денис Драгунский. Архитектор и монах. Повесть // Знамя. — 2013. — № 1. — С. 3—110. — ISSN 0130-1616.
- Денис Драгунский. Нет такого слова. — (переиздание). — Москва: АСТ, 2013. — 416 с. — 2000 экз. — ISBN 978-5-17-077186-8.
- Денис Драгунский. Архитектор и монах. — Москва: АСТ, 2013. — 350 с. — 3000 экз. — ISBN 978-5-17-077721-1.
- Денис Драгунский. Взрослые люди. — Москва: АСТ, 2013. — 380 с. — 2500 экз. — ISBN 978-5-17-079466-9.
- Денис Драгунский. Окна во двор. — Москва: АСТ, 2014. — 380 с. — 4000 экз. — ISBN 978-5-17-082798-7.
- Денис Драгунский. Отнимать и подглядывать. — Москва: АСТ, 2014. — 378 с. — 3500 экз. — ISBN 978-5-17-087015-8.
- Денис Драгунский. Вид с метромоста. — Москва: АСТ, 2015. — 765 с. — 2500 экз. — ISBN 978-5-17-088613-5.
- Денис Драгунский. Мальчик, дяденька и я. — Москва: АСТ, 2016. — 319 с. — 3000 экз. — ISBN 978-5-17-094411-8.
- Денис Драгунский. Каменное сердце. — Москва: АСТ, 2016. — 415 с. — 3500 экз. — ISBN 978-5-17-100606-8.
- Денис Драгунский. Соседская девочка. — Москва: АСТ, 2019. — 441 с. — 3500 экз. — ISBN 978-5-17-113297-2.
- Денис Драгунский. Дочь любимой женщины. — Москва: АСТ, 2020. — 412 с. — 3000 экз. — ISBN 978-5-17-119052-1.
- Денис Драгунский. Третье лицо. — Москва: АСТ, 2021. — 411 с. — 3000 экз. — ISBN 978-5-17-133809-1.
- Денис Драгунский. Обманщики. — Москва: АСТ, 2021. — 407 с. — 3000 экз. — ISBN 978-5-17-145016-8.
- Денис Драгунский. Фабрика прозы. Записки наладчика. — Москва: АСТ, 2022. — 506 с. — 3000 экз. — ISBN 978-5-17-149844-3.
- Денис Драгунский. Подлинная жизнь Дениса Кораблева. — Москва: АСТ, 2023. — 496 с. — 4000 экз. — ISBN 978-5-17-154511-6.
- Денис Драгунский. Двоюродная жизнь. — Москва: АСТ, 2024. — 442 с. — 3500 экз. — ISBN 978-5-17-159404-6.

#### Роман
- Денис Драгунский. Дело принципа. — Москва: АСТ, 2016. — 704 с. — 3000 экз. — ISBN 978-5-17-099702-2.
- Денис Драгунский. Автопортрет неизвестного. — Москва: АСТ, 2018. — 476 с. — 3000 экз. — ISBN 978-5-17-107932-1.
- Денис Драгунский. Богач и его актер. — Москва: АСТ, 2020. — 443 с. — 3500 экз. — ISBN 978-5-17-122204-8.